# Resonančno čezneptunsko telo
Resonančno čezneptunsko telo je čezneptunsko telo, ki je v orbitalni resonanci z Neptunom. Resonančna čezneptunska telesa se nahajajo v Kuiperjevem pasu in v razpršenem disku.

## Znana resonančna telesa

### Resonanca 2:3 (plutini)
Resonanca 2:3 resonance na razdalji 39,4 a.e.je najbolj očitna med vsemi resonancami. Vključuje 92 potrjenih teles s to resonanco, za naslednje 104 pa resonančno gibanje še ni potrjeno. Telesa na takšni tirnici imenujemo plutini. Ime so dobili po Plutonu, ki je bil prvo telo na takšni tirnici. Med pomembnejši plutini so naslednja telesa:
- 90482 Ork
- 28978 Iksion
- (84922) 2003 VS2
- 38628 Huja

### Resonanca 1: 2
Telesa z resonanco 1 : 2 na oddaljenosti 47,8 a.e. se pogosto smatrajo kot telesa na zunanjem robu Kuiperjevega pasu. Včasih jih imenujemo tudi tutini (iz angleške besede twotino). Teh teles je mnogo manj kot plutinov, saj so jih 27. septembra 2006 poznali samo 14
. 
Znana telesa, ki imajo tirnice določene, so:
- (20161) 1996 TR66
- (26308) 1998 SM165
- (119979) 2002 WC19
- (130391) 2000 JG81

### Resonanca 2:5
To so telesa, ki se gibljejo na oddaljenosti 55,4 a.e. in imajo orbitalno resonanco z Neptunom 2 : 5:
- (84522) 2002 TC302, največji
- (26375) 1999 DE9
- (38084) 1999 HB12
- (60621) 2000 FE8
- (69988) 1998 WA31
- (119068) 2001 KC77

### Neptunovi trojanci
Nekatera telesa imajo veliko polos podobno Neptunovi, nahajajo pa se blizu Lagrangeeve točke L4 in L5. Nebesna telesa te vrste imenujemo trojanske asteroide oziroma v tem primeru so to Neptunovi trojanci. Gibljejo se v resonanci 1 : 1 z Neptunom. Decembra 2007 je bilo znanih šest teh trojancev:
- 2001 QR322
- 2004 UP10
- 2005 TN53
- 2005 TO74
- 2006 RJ103
- 2007 VL305

### Ostale resonance
Resonance višjega reda so poznane samo pri manjšem številu teles:
- 3:4 (15836) 1995 DA2
- 3:5 (15809) 1994 JS
- 3:5 (126154) 2001 YH140
- 4:7 (119070) 2001 KP77, (118698) 2000 OY51
- 3:7 (95625) 2002 GX32
- 5:17 Erida